# Laurent Dehez
Pour les articles homonymes, voir Dehez.
Laurent Dehez, né le 4 décembre 1973 à Mont-de-Marsan, est un joueur français de rugby à XV évoluant au poste de talonneur (1,92 m pour 100 kg).

## Club
- 1993-1995 : Stade montois
- 1995-1998 : CA Bègles Bordeaux
- 1998-2008 : Stade montois
- 2008-2009 : Stade langonnais
- Rugby Club du Pays de Roquefort (Landes)